# Michael Devaney
Michael Devaney, född den 29 november 1984 i Dublin, Irland, är en irländsk racerförare.

## Racingkarriär
Devaney inledde sin karriär i Formel BMW ADAC, där han 2002 blev femma, och 2003 blev fyra. 2004 flyttade Devaney upp till Tyska F3-mästerskapet, där han blev fyra, vilket han under 2005 förbättrade till en andraplats. Efter ett antal tävlingar i A1GP och brittiska Porsche Carrera cup. Sedan bytte han till Brittiska F3-mästerskapet inför 2007, där han junder sin debutsäsong blev tolva, vilket han följde upp med en åttondeplats 2008, efter en dubbelseger på Snetterton.